# Kaltenhof (Langendorf)
Kaltenhof ist ein Ortsteil der Gemeinde Langendorf im Landkreis Lüchow-Dannenberg in Niedersachsen.
Das Dorf liegt unweit der nördlich fließenden Elbe und östlich der B 191.
Bei Kaltenhof finden sich die Überreste der Dömitzer Eisenbahnbrücke. Die im Zweiten Weltkrieg zerstörte Brücke wurde in den Jahren 1870–1873 erbaut. 

## Geschichte
Kaltenhof war im 19. Jahrhundert ein Vorwerk im Besitz des Herzogs von Mecklenburg und vor dem Bau einer festen Elbquerung Landungsort der herzoglichen Fähre von Dömitz.
Nach 1945 kam der Ort von Mecklenburg zum Land Niedersachsen.
Am 1. Juli 1972 wurde Kaltenhof zusammen mit Laase in die Gemeinde Langendorf eingegliedert.